# Nanook of the North
Nanook of the North er en amerikansk dokumentarfilm fra 1922 produceret og instrueret af Robert J. Flaherty. Filmen anses som filmhistoriens første, helaftens dokumentarfilm. Handlingen udspiller sig blandt en eskimofamilie i Canada, og filmen viser deres daglige gøremål med jagt, fiskeri, madlavning osv. Nanook, og hustruen Nyla, samt parrets baby, Cunayou, introduceres som frygtløse helte, der gennemgår strabadser, som "ingen anden race" kunne stå igennem. 

## Produktion

### Idé og indspilning
Robert J. Flaherty arbejdede i 1910 for jernbaneselskabet Canadian Pacific Railroad i området omkring Hudson Bay. Under dette arbejde opfordrede Flahertys chef ham til at optage film under de forskellige ekspeditioner, som Flaherty deltog i. Selv om Flaherty ikke havde erfaring med filmproduktion, tog han idéen til sig. I 1913 tog han et filmkamera med sig, da da han drog ud i den canadiske ødemark.
På et af de steder han besøgte, traf han eskimoen Nanook og hans familie. Flaherty blev fascineret af disse mennesker og udviklede et venskab med dem, samtidig med, at han filmede deres hverdag. 

### Den oprindelige film brænder og genindspilles
Flaherty fulgte eskimofamilien frem til 1916. Han påbegyndte herefter redigeringen af de timevis af filmoptagelser, han havde foretaget. Under redigeringsarbejdet tabte Flaherty et cigaretskod på filmen. Film var på daværende tidspunkt meget letantændelige, og store dele af optagelserne brændte. 
Flaherty besluttede imidlertid, at han ville genindspille filmen med eskimofamilien. Yderligere ville Flaherty fokusere yderligere på familien, da han mente, at de oprindelige optagelser i for høj grad havde haft karakter af en rejsedagbog. Efter fire år hvor Flaherty forsøgte at skaffe finansiering til filmen, fik han endelig kontakt til det franske pelsfirma Revillon Frères, der gav tilsagn om at støtte filmen økonomisk. Flaherty drog herefter tilbage til Nanook og eskimofamilien, der indvilligede i at genindspille filmen. Flaherty havde denne gang udarbejdet et detaljeret filmmanuskript.

## Modtagelse
Filmen blev en succes, da den udkom og har siden stået som en milepæl i filmhistorien. Filmen modtog en overvældende positiv kritik og blev en stor kommerciel succes. 
Der er dog enkelte kritiske røster som følge af, at dokumentaren ikke giver et rigtigt billede af eskimofamiliens hverdag, da næsten alle scener er iscenesat. Kvinder, der spiller Nanook kone, er ikke hans virkelige kone, ligesom Nanooks rigtige navn var Allakariallak. Allakariallak benyttede sædvanligvis skydevåben under jagt, men i filmen lader Flaherty ham om bruge traditionelle eskimoredskaber. Flaherty forsvarede sig mod kritikken ved at fremhæve, at det er nødvendigt at iscenesætte bl.a. fordi kameraerne på den tid var tunge, store og svære at flytte, hvorfor det var nødvendigt på forhånd at iscensætte flere af scenerne.